# Локарнська конференція
Локарнська конференція — міжнародна конференція, що відбулася з 5 по 16 жовтня 1925 у місті Локарно (Швейцарія). Її учасники — Бельгія, Велика Британія, Королівство Італія, Німецька Держава, Польська республіка, Французька республіка та Чехословацька республіка — підсумували тривалі переговори про гарантії кордонів, які склалися у Європі після Першої світової війни. Заключний акт Локарнської конференції констатував укладення договору між Німецькою Державою, з одного боку, і Бельгією, Великою Британією, Королівством Італія і Французькою республікою, з другого, та 4 арбітражних договорів (угод) між Німецькою Державою, з одного боку, і Бельгією, Польською республікою, Французькою республікою і Чехословацькою республікою з другого. У Локарно ці акти були парафовані, а остаточно підписані 1 грудня 1925 у Лондоні.
Основний договір — так званий Рейнський гарантійний пакт — набув сили після вступу Німеччини до Ліги Націй 14 вересня 1926. У ньому йшлося про недоторканність німецько-французьких та німецько-бельгійських кордонів, встановлених Версальським мирним договором 1919, і про збереження Рейнської демілітаризованої зони. Гарантами цього пакту стали Велика Британія та Королівство Італія. Водночас, пакт не передбачав жодних гарантій східних кордонів Німецької Держави. Французька республіка, яка спочатку вимагала гарантій кордонів Польської республіки та Чехословацької республіки, в Локарно капітулювала перед Великою Британією, відмовилась від своїх вимог, обмежившись прийняттям угод з названими країнами про взаємну допомогу згідно зі Статутом Ліги Націй. Ці угоди не ввійшли до системи гарантійних актів, у Заключному акті не відбиті, тому для інших учасників Локарнської конференції обов'язкової сили не мали. Відсутність гарантій східних кордонів свідчила про тимчасовий характер встановленого Версальським мирним договором 1919 державно-територіального устрою Східної та Південно-Східної Європи, що певною мірою спонукало німецьких реваншистів домагатися територіальних змін на свою користь. США офіційно в Локарнській конференції участі не брали, але чинили фінансовий тиск на Францію, якій довелося відмовитися від сподівань на ослаблення Німецької Держави і змиритися з тим, що вона визнавалася рівноправною державою. США та Велика Британія були задоволені результатами Локарнської конференції. Більшість тогочасних політиків переоцінювала значення конференції, вважаючи, що її рішення сприятимуть стабілізації обстановки в Європі. В СРСР результати Локарнської конференції розглядали як спробу утворення єдиного антирадянського фронту.